# Barbacha
Barbacha (în arabă برباشة) este o comună din provincia Béjaïa, Algeria.
Populația comunei este de 16.901 locuitori (2008).